# الاعتراف القانوني بالعلاقات المثلية في موناكو
حاليا لا يتم الاعتراف قانونيا بالعلاقات المثلية في الدولة الصغيرة موناكو. في 4 كانون الأول/ديسمبر 2019 ، أقر مجلس موناكو الوطني مشروع قانون ينص على «إتفاق الحياة المشتركة» (بالفرنسية: contrat de vie commune)‏، والتي تقدم لكل من الشركاء المثليين والشركاء المغايرين الذين يدخلون فيهم حقوقًا محدودة في مجالات الميراث والملكية. سيدخل القانون حيز التنفيذ في 27 يونيو 2020.

## إتفاقيات الحياة المشتركة
بدأت العملية التشريعية التي أدت إلى الاعتراف القانوني بالشركاء المثليين في أوائل عام 2010. في نوفمبر 2010، ذكر جان تشارلز غارديتو، وهو محامي وعضو في مجلس موناكو الوطني، في مقابلة أنه كان يعد مشروع قانون يهدف إلى تقنين المساكنة سواء للشركاء المغايرين أو الشركاء المثليين. في 18 يونيو/حزيران 2013، قدم حزب الاتحاد الموناغاسكي، وهو حزب معارض، مشروع قانون إلى البرلمان من شأنه أن ينشئ اتفاقات مساكنة محايدة جنسانياً. أُرسل مشروع القانون على الفور إلى لجنة حقوق المرأة والأسرة للنظر فيه. في يوليو 2015، ذكر رئيس اللجنة أن الحوار حول مشروع القانون سيبدأ في أواخر عام 2015. قدم مشروع القانون في البداية باسم ميثاق الحياة المشتركة (بالفرنسية: pacte de vie commune)‏، ولكن تم تعديله ليصبح باسم إتفاق الحياة المشتركة (بالفرنسية: contrat de vie commune)‏. قدم جون لويس غريندا، الذي كان أحد المسؤولين عن مشروع القانون، تقريره في 7 سبتمبر 2016. وقد لوحظ أن موناكو تعترف بالفعل بالمعاشرة دون زواج منذ عام 2008، وأن المحكمة الأوروبية لحقوق الإنسان تعتبر عدم الاعتراف القانوني بالعلاقات المثلية مخالفاً للاتفاقية وذلك بسبب قضية أولياري وآخرون ضد إيطاليا في المحكمة الأوروبية لحقوق الإنسان. في 27 أكتوبر 2016، وافق المجلس الوطني بالإجماع على مشروع القانون.  في 27 أبريل 2017، ردت الحكومة بشكل إيجابي على الاقتراح، وقالت أنها ستقدم مشروع قانون بحلول أبريل 2018، في أعقاب الانتخابات المتوقعة في فبراير 2018. 
تم تقديم مشروع قانون إتفاق الحياة المشتركة (بالفرنسية: contrat de vie commune)‏ إلى مجلس موناكو الوطني في 16 أبريل 2018. وبموجب مشروع القانون المقترح، سينظر القانون العام بالنسبة لضرائب الميراث إلى الشركاء على قدم المساواة مع الأشقاء ولن ينظر إليهم على قدم المساواة مع المتزوجين. يوفر الاتفاق، وهو مفتوح للأشقاء والآباء والأمهات والأطفال أيضًا، مجموعة من حقوق الملكية والاتزامات المتبادلة. سيتم توقيع الاتفاق مع كاتب العدل ومن ثم إيداعه في السجل العام. في 4 ديسمبر 2019 وافق مجلس موناكو الوطني بالإجماع على مشروع القانون. تم نشر القانون في الجريدة الرسمية في 27 ديسمبر 2019 وسيصبح ساريًا بعد ستة أشهر (أي 27 يونيو 2020).

## الرأي العام
وفقًا لمسح أجراه حزب الاتحاد من أجل موناكو في عام 2007 قبل الانتخابات البلدية لعام 2007، وافق 51% من المشاركين (فقط من السكان المونيغاسك (بالفرنسية: Monegasques)‏ الأصليين) على قبول الشراكات المسجلة. كون المونيغاسك (بالفرنسية: Monegasques)‏ كأقلية في موناكو، لا يمثل الاستطلاع رأي كامل سكان موناكو.